# Thomas Grube (Amerikaans acteur)
Thomas Grube is een Amerikaans acteur. Hij studeerde in 1990 af op de London Academy of Music and Dramatic Art. Grube debuteerde in 1989, toen hij buurman speelde in de film Escape from Safehaven. Tien jaar later debuteerde hij in de theaterindustrie met de rol van Lt Schrank in een Europese tour van de musical West Side Story. In 2000 speelde Grube een hoofdrol in de korte film Heart of Gold. Andere films en televisieseries, waarin hij een hoofdrol speelde, zijn de korte film Night Shift, Heathen, de documentaire 9/11: Heroes of the 88th Floor: People Helping People, de korte film The Killers, de documentaireserie I Shouldn't Be Alive, de korte film Loose End en de korte film The Date. Ook speelde hij een aantal bijrollen, waaronder in de serie Lilyhammer. Hij speelde in die serie maffiabaas Aldo Delucci in 4 van de 16 verschenen afleveringen.
Grube speelde ook in verschillende theaterstukken en reclamespotjes.

## Theatrografie
- 1999: West Side Story
- 2003: 12 Angry Men
- 2003: Romeo and Juliet
- 2006: Valparaiso
- 2009: Shaw Shank Redemption
- 2012: Execution Of Justice